# Holger Sievers

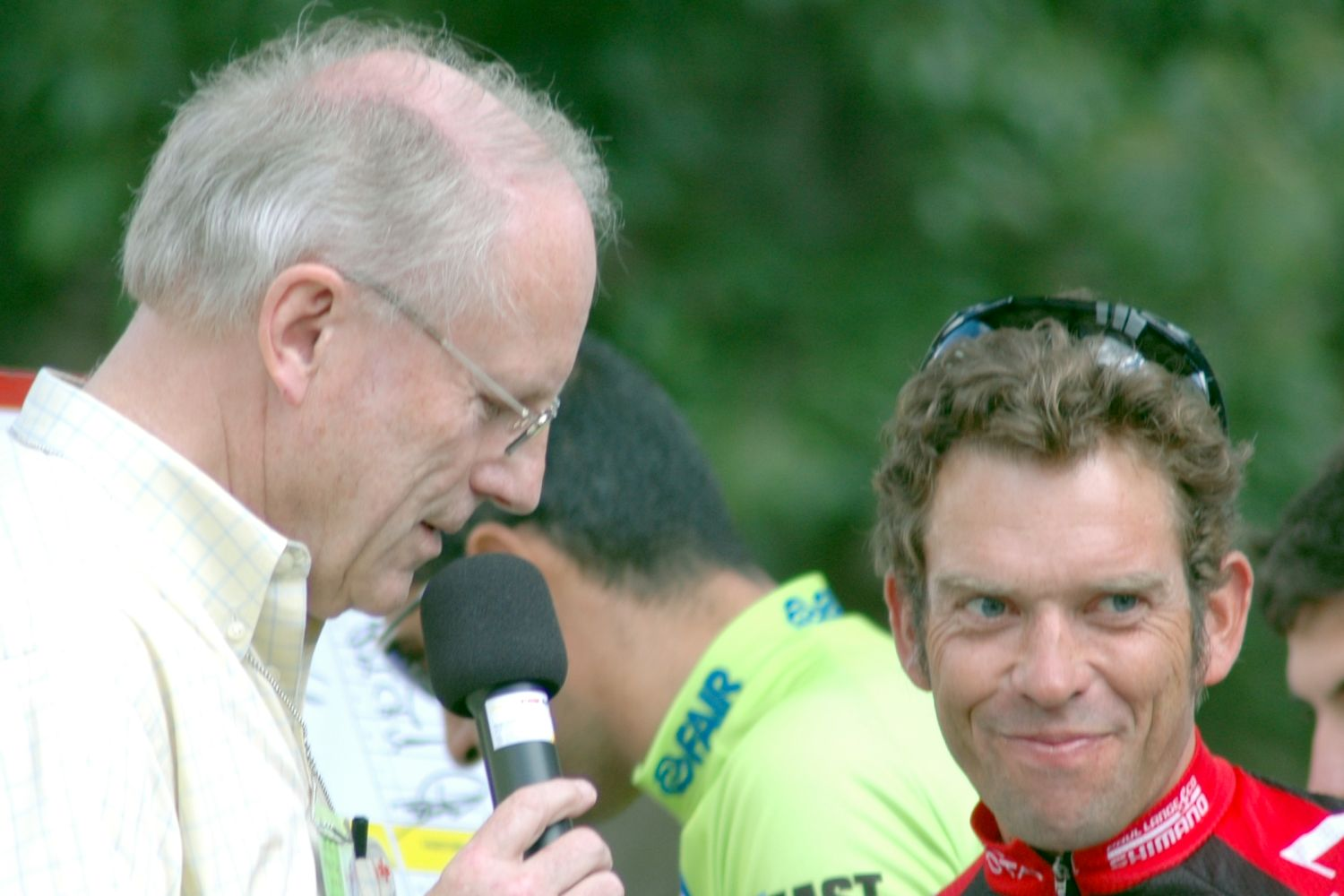
Radprofi Holger Sievers (Team Lamonta) im Gespräch mit Moderator Herbert Watterott (links) vor dem Start der ersten Etappe der Rothaus Regio-Tour 2006 von Heitersheim nach Guebwiller.

Holger Sievers (* 22. November 1968 in Nienburg/Weser) ist ein ehemaliger deutscher Radrennfahrer, der jetzt Sportlicher Leiter beim Radsport Amateurteam des SC Wiedenbrück ist.

## Karriere
Als Amateur wurde er 1991 Zweiter im Etappenrennen Csepel-Cup in Ungarn.
Holger Sievers begann seine Profi-Karriere 1996. In der Saison 1993 bestritt er die Rad-Bundesliga für die RSG Frankfurt. Bis 1998 fuhr er für die SG EC/Bayer Worringen, ehe er für ein Jahr zum Team Hohenfelder Concorde wechselte. Vom Jahr 2000 bis 2002 fuhr Holger Sievers für das Team Nürnberger. Von 2003 bis 2007 war er beim Team Lamonta.
In den Jahren 2007 und 2008 war Sievers Leiter des Teams Lamonta bzw. Team 3C Gruppe. Bereits im Jahr 2008 wurde er Abteilungsleiter im SC Wiedenbrück, seit 2009 war er Sportlicher Leiter beim Radsportteam "SCW2000" des SC Wiedenbrück, das als Amateurteam die Nachfolge des Team 3C Gruppe antrat.
Im neu ausgerichtetem Team setzte sich Sievers zusammen mit der Vereinsführung insbesondere dafür ein, den Nachwuchs der Region zu fördern. Neben der Unterstützung von Schulsport wurde bei den Sportlern besonders darauf geachtet, dass neben dem Sport eine berufliche Ausbildung im Vordergrund stand.
Seit der Auflösung des Radteams SC Wiedenbrück 2000 im Jahr 2012 betreibt Sievers eine Cycling Academy. Hier betreut er Hobbysportler, Firmensport-Gruppen und tritt als Organisator des Branchenevents Möbler Meilen auf. Besonderes Engagement legt der Ex-Profi in sein schulische Nachwuchsprojekt Rad macht Schule. Hier werden Jugendliche im Rahmen des Ganztags Unterrichts in Arbeitsgemeinschaften an das Radfahren und den Radsport herangeführt.
Seit 2018 bekleidet Sievers das Ehrenamt des Präsidenten des Aachener Traditionsverein RC Zugvogel 09 Aachen e. V.
Im dänischen Odense gewann Sievers 2018 im Duathlon den Titel des Weltmeisters seiner Altersklasse.

## Doping
Holger Sievers wurde im Jahr 2002 kurz vor dem Start der Deutschland-Tour durch eine Trainingskontrolle der Missbrauch des Nierenmedikaments Epo nachgewiesen. In der Folge wurde er vom Bund Deutscher Radfahrer zu einer 7-monatigen Sperre verurteilt. Des Weiteren wurde er vom inzwischen aufgelösten Team Nürnberger fristlos entlassen und musste eine Geldstrafe in Höhe von 3.000 Schweizer Franken zahlen. Die Sperre endete am 14. Juli 2003.

## Erfolge
Deutscher Mannschaftsmeister 1990, 1992, 1993, 1997
1997
- 4. Deutsche Meisterschaft Berg, Schwalbach
- 6. Gesamtwertung Einzel Bundesliga
- 11. Gesamtwertung Rheinland-Pfalz-Rundfahrt

1998
- 1. Gesamtwertung Rhodos-Rundfahrt
- 3. Deutsche Meisterschaft Berg, Lichtenstein
- 1. Martini-Cup, Kassel
- 3. Gesamtwertung Tour de Serbien

1999
- 1. Rund um die Hainleite
- 2. Gesamtwertung Dekra Open
- 3. Gesamtwertung Sachsen-Tour
- 12. Deutsche Meisterschaft Straße, St. Wendel

2000
- 7. Gesamtwertung Internationale Friedensfahrt
- 11. LUK-Cup, Bühl
- 19. Deutsche Meisterschaft Straße, Heppenheim
- 21. Gesamtwertung Deutschland Tour 2000

2001
- 13. Deutsche Meisterschaft Straße,
- 5. Rund um die Hainleite
- 10. Köln-Bonn

2002
- 8. Gesamtwertung Niedersachsen-Rundfahrt
- 10. Gesamtwertung Bayern-Rundfahrt
- 20. Gesamtwertung Deutschland Tour 2002

2003
- Deutscher Vizemeister Berg
- 9. Gesamt Rheinland-Pfalz-Rundfahrt
- 13. Gesamt Hessen-Rundfahrt
- 6. Dwars door Gendringen
- Sieger Nienburger Citynacht

2004
- Sieger GP Aichach
- Sieger GP Bad Sachsa
- Sieger Nienburger Citynacht
- 4. Köln-Schuld-Frechen

2005
- 8. Rund um den Henninger-Turm
- 12. Gesamtwertung Hessen-Rundfahrt
- 8. Druivenkoers-Overijse
- 4. Etappe Niedersachsen-Rundfahrt
- Sieger Ascheffel
- 3. Köln-Schuld-Frechen

2008
- Eine Etappe Tour of Chalkidiki
- Vizemeister Deutsche Bergmeisterschaft

2018
• Weltmeister Duathlon in Odense, Dänemark